# Henry Barnes (2e baron Gorell)
Pour les articles homonymes, voir Barnes.

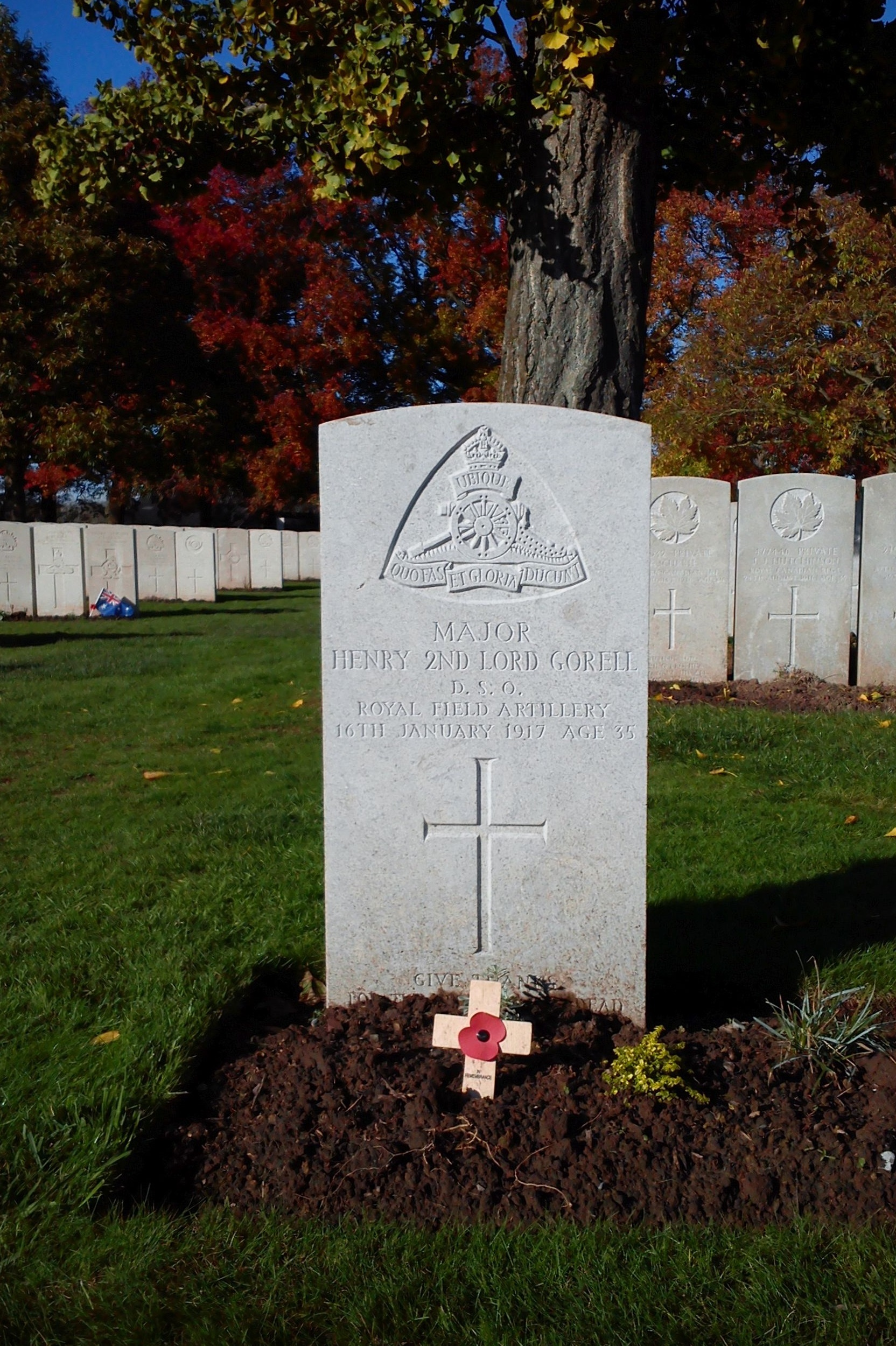
La tombe d’Henry Barnes, 2e baron Gorell (1882-1917) au cimetière militaire de Lijssenthoek, près d’Ypres, en Belgique

Henry Barnes, 2e baron Gorell, né à Londres le 21 janvier 1882 et mort à Ypres le 16 janvier 1917,, est un avocat britannique, et baron de la pairie du Royaume-Uni.

## Biographie
Issu d'une lignée de propriétaires terriens et de propriétaires de mines de charbon du Derbyshire, il est le fils aîné de John Gorell Barnes, qui deviendra président de la Haute Cour de justice en 1905 et sera anobli en 1909, devenant le 1er baron Gorell. La scolarité du jeune Henry se déroule au Winchester College, public school dans le comté du Hampshire. Après trois années d'études au Trinity College de l'université d'Oxford, il étudie le droit à l'université Harvard aux États-Unis, où il est par ailleurs membre de l'équipe universitaire de cricket. Appelé au barreau en 1906, il travaille d'abord comme secrétaire pour son père, puis comme secrétaire à la Commission royale sur le divorce. En avril 1913, à la mort de son père, il devient le 2d baron Gorell et hérite d'un siège à la Chambre des lords,,.
Membre de la réserve de volontaires de l'Armée de terre, il intègre la Royal Field Artillery (corps d'artillerie) à l'entame de la Première Guerre mondiale. Rapidement promu major, il est posté au front de l'Ouest en mars 1915 avec la 19e batterie de Londres. En novembre 1916 il est décoré de l'ordre du Service distingué  pour son courage et son maniement efficace de son poste d'artillerie sous un « très lourd » feu ennemi, ainsi que pour avoir mené une « audacieuse » mission de reconnaissance. Le 15 janvier 1917, revenant d'une mission d'observation, il est mortellement blessé par un obus ennemi. Il meurt le lendemain, quelques jours avant ce qui aurait été son 35e anniversaire, et est inhumé au cimetière militaire britannique de Lijssenthoek, à Poperinge en Belgique,. Il est l'un des quarante-trois parlementaires britanniques morts durant la Guerre et commémorés par un mémorial à Westminster Hall, dans l'enceinte du palais de Westminster où siège le Parlement.
Jamais marié, il est mort sans enfant, et c'est son frère Ronald qui devient le 3e baron Gorell. Capitaine dans la Brigade des fusiliers, le 3e baron est décoré en 1917 de la croix militaire. Poète et membre du Parti libéral, il est durant quelques mois Sous-secrétaire d'État de l'Air dans le gouvernement de David Lloyd George après la guerre.